# Re-born to be alive
Re-born to be alive is een Belgische organisatie die zich inzet voor de sensibilisering rond orgaandonatie- en transplantatie.
De organisatie won in 2008 en in 2014 de solidariteitsprijs van de krant De Standaard. Een van de drijvende krachten van de organisatie, Stephanie Keustermans, won in 2014 de tweejaarlijkse prijs De Maakbare Mens.
De publiciteitscampagne uit 2014 werd bekroond op het Cannes Lions International Festival of Creativity.